# 언어 개혁
언어 개혁은 언어 계획에 의한 언어의 큰 변화를 말한다. 이것은 급작스러운 변화만을 말하며 대모음 추이와 같은 오랜 기간에 걸친 변화는 포함하지 않는다. 

## 사례
- 중국어
  - 1920년대 공식 문어체가 한문에서 백화문으로 바뀌었다.
  - 간체자가 번체자 대신 중화인민공화국에서 제정되었다.
- 에스토니아어: 요하네스 아빅이 1920년경 새로운 단어를 제정하였다.
- 한국어 : 한글 맞춤법 통일안이 제정되었다. 1950년대 이승만이 한글 간소화안을 주장하였으나 국민의 반대로 도입되지 않았다.
- 튀르키예어 : 아랍 문자를 이용한 표기법이 1930년대 라틴 문자를 이용한 표기법으로 바뀌었다.

## 같이 보기
- 언어정책